# Marija Kavtaradze
Marija Kavtaradze (nacida en Vilna, el 3 de junio de 1991), es una directora de cine y guionista lituana.

## Biografía
Kavtaradze, nacida en Vilna, estudió cine en la Academia Lituana de Música y Teatro de 2010 a 2014. Durante este periodo dirigió 5 cortometrajes, 3 de los cuales fueron seleccionados para el Festival Internacional de Cine de Vilna.
En 2016, Kavtaradze coescribió el largometraje The Saint que se estrenó en el Festival Internacional de Cine de Busan y en el Festival Internacional de Cine de Varsovia en 2016.
Con el director Andrius Blaževičius y Tekle Kavtaradze, también coescribió el largometraje Runner en 2021, dirigido por Andrius Blaževičius, que se estrenó en el Festival Internacional de Cine de Karlovy Vary en 2021.
Dirigió y escribió su primer largometraje Summer Survivors en 2018. Tuvo su estreno mundial en el Festival Internacional de Cine de Toronto de 2018 y posteriormente fue seleccionada en numerosos festivales, ganando 3 premios nacionales de cine.
En 2023, dirigió y escribió No me recuerdas a nada, su tercera colaboración con la productora M-Films. La película se estrenó en el Festival de Cine de Sundance, donde Marija Kavtaradze ganó el premio a mejor dirección. Fue seleccionada como la candidata lituana a la mejor película internacional en los Premios Óscar 2024.

## Filmografía
- Supervivientes de verano (2018)
- No me recuerdas a nada (2023)